# سمییواتس
سمییواتس (به صربی: Smiljevac) یک منطقهٔ مسکونی در صربستان است که در ایوانئیتسا واقع شده‌است. سمییواتس ۲۳٫۹۹ کیلومتر مربع مساحت و ۱۱۶ نفر جمعیت دارد.